# I am lonely will anyone speak to me

«i am lonely will anyone speak to me» (с англ. — «Мне одиноко, кто-нибудь, поболтайте со мной») — название треда, появившегося на интернет-форуме сайта загрузки видеокодеков Moviecodec.com и ставшего «главным местом в Интернете для одиноких людей». Тред был создан 14 июля 2004 года и получил известность после того, как поиск Google стал выводить его на первое место при запросе «я одинок», хотя с тех пор он уже перестал появляться там.
О феномене треда было написано в журналах Wired, Guardian Unlimited и The New Yorker. Сам тред быстро превратился в интернет-мем. Бьярне Лундгрен, модератор Moviecodec.com, заявил: «Единомышленники предпочитают объединяться, и в этот раз Google помог собрать их вместе на моём сайте». В ноябре 2004 года он и сам отметился среди посетителей треда, написав: «Я вебмастер/владелец moviecodec.com, и мне тоже довольно одиноко».
Марк Гриффитс, исследователь интернет-психологии из Университета Ноттингем Трент в Великобритании, заявил: «В мире много одиноких людей. Некоторые люди сильно полагаются на технологии и в конечном итоге рассматривают их как своего электронного друга. <…> Это не влияет на их внутреннюю природу, но создание связи с единомышленниками может помочь. Они собраны вместе в этом виртуальном пространстве».
На протяжении десятилетия в треде появлялись реплики за подписью lonely — имя, выбранное автором первой записи, но не обязательно от этого же автора, — обычно сообщавшие «мне всё ещё одиноко». Спустя 10 лет после создания треда в статье интернет-журнала Salon.com подчёркивалось, что, несмотря на периодические набеги троллей, его в целом отмечала атмосфера покоя, деликатности и взаимоуважения, поскольку модераторы «следили за ним так, как будто это была какая-то святыня». Впоследствии Бьярне создал новый форум под названием «A Lonely Life» специально для одиноких людей, объединившихся под первоначальным тредом, а сам тред был позже перенесён на смежный с Moviecodec.com сайт, The Lounge Forums, но по состоянию на 24 декабря 2016 года веб-сайт, на котором размещён тред, больше не доступен и к ветке больше нет доступа.